# Pouteria arcuata
Pouteria arcuata é um espécie de planta na família Sapotaceae. É encontrada na Venezuela.